# Symbolics
Symbolics puede referirse a dos compañías informáticas: la desaparecida Symbolics, Inc., y la compañía que adquirió los activos de la anterior empresa y continúa manteniendo y vendiendo el sistema operativo Open Genera y el sistema algebraico computacional Macsyma.
Symbolics registró el dominio symbolics.com, el 15 de marzo de 1985, constituyendo el primer dominio .com del mundo. El 27 de agosto de 2009 fue vendido a XF.com Investments.

## Historia

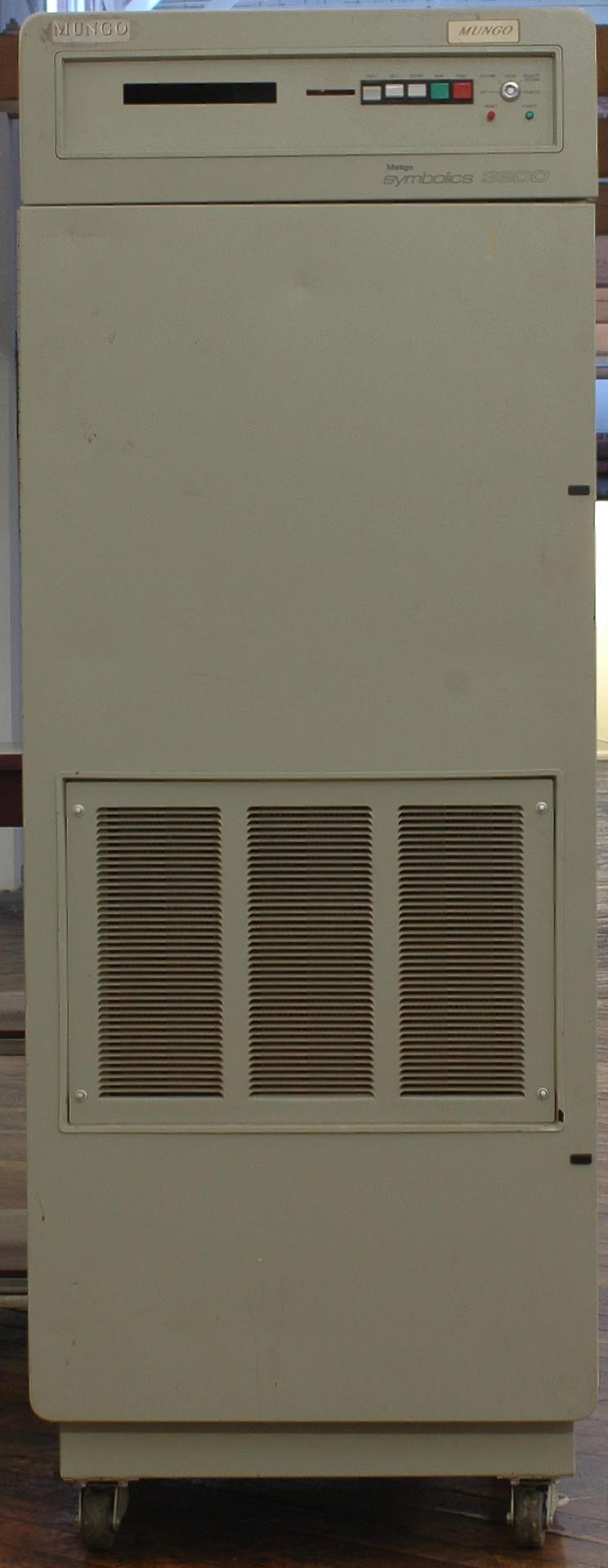
Equipo Symbolics 3600 Lisp

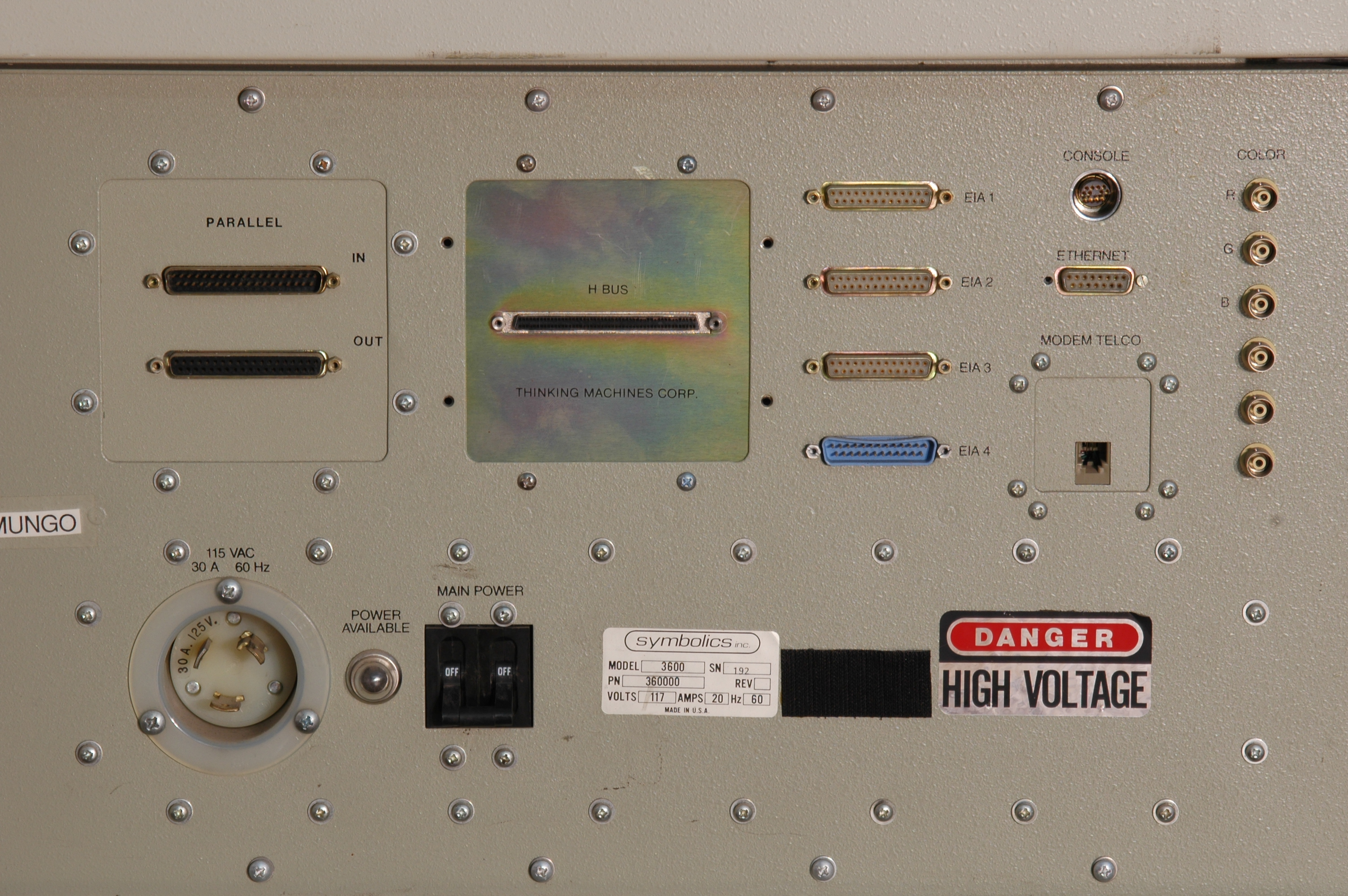
Puertos en una Symbolics 3600

Symbolics, Inc. fue creada el 9 de abril de 1980 en Delaware por Robert P. Adams, presidente; Russell Noftsker, secretario, y Andrew Egendorf, abogado. Fue una empresa manufacturadora de equipos informáticos con sede en Cambridge, Massachusetts, y posteriormente en Concord, Massachusetts, con talleres en Chatsworth, una zona aledaña a Los Ángeles).
Symbolics fue una división del laboratorio de inteligencia artificial del MIT, una de las dos compañías creadas por expertos en IA, y asociados a la cultura hacker con el propósito de fabricar máquinas para Lisp. La otra compañía creada era Lisp Machines, Inc., aunque Symbolics atrajo a más expertos y fondos.
El software para máquinas Lisp tenía derechos de autor del MIT, y fue licenciado a Symbolics. Hasta 1981, ellos compartieron el código fuente con el MIT y lo mantuvieron en un servidor de este instituto. Según Richard Stallman (uno de los expertos del MIT), Symbolics realizó una táctica de negocios haciendo que las correcciones y mejoras al sistema operativo para máquinas Lisp era solo compatibles con Symbolics, ahogando su competidor LMI, el cual no tenía suficientes recursos para mantener o desarrollar el sistema operativo.
Llegado el momento Symbolics comenzó a usar sus propias copias del software, dentro de los servidores de la compañía. Stallman dijo que Symbolics no quería implementar mejoras que beneficiaran a Lisp Machines, Inc. Symbolics hizo mejoras extensivas a todas las partes de este software, y continuó entregando el código fuente a usuarios y al MIT, pero añadiendo una cláusula prohibiendo redistribuir las modificaciones. Con el fin de la colaboración abierta vino el fin de la cultura hacker del MIT. Como reacción a esto Stallman creó el proyecto GNU para crear una nueva comunidad. Eventualmente Copyleft y la GNU General Public License garantizan que el software hacker va a seguir siendo software libre. De esta forma Symbolics influyó, aunque de forma contradictoria, en los inicios del movimiento del software libre.

### Declive de la empresa
Así como el boom comercial de la IA a mediados de la década de 1980 lanzó a Symbolics al éxito, el invierno IA a principios de los 90, combinado con la desactivación del programa de Reagan, "Star Wars" en el que DARPA hizo grandes investigaciones en IA, hicieron un severo daño en Symbolics.
La rápida evolución de la tecnología de microprocesadores para el mercado masivo (la "revolución de la PC"), los avances en la tecnología de compilador Lisp, y la economía de la fabricación de microprocesadores personalizados disminuyó notablemente las ventajas comerciales de las máquinas Lisp. Para 1995, la era de la máquina Lisp había terminado, y con ella las esperanzas de Symbolics.
En julio de 2005, cerró sus talleres en Chatsworth, California. El propietario solitario de la empresa Andrew Topping, murió el mismo año. El estado legal de la empresa es incierto. El Departamento de Defensa de los Estados Unidos sigue pagando a Symbolics por trabajos de mantenimiento.